# 鈴木今右衛門
鈴木 今右衛門（すずき いまえもん、享保16年〈1731年〉 - 寛政13年1月14日〈1801年2月26日〉）は、江戸時代、鶴岡の慈善家。

## 人物
仲間小頭などをつとめたが、のち農業。天明3年（1783年）、奥羽大飢饉の時、私財をなげうって救恤（きゅうじゅつ）につとめ、妻および娘もまたその着衣を脱いでほどこしたという。近隣の人々はその慈善に感謝した。のちの勝俣氏はその子孫である。今右衛門の旧宅は鶴岡市水沢に移設され、そば屋大松庵の店舗として利用されている。墓は鳥居町正覚寺にある。
その事蹟は、橘南の「東遊記」によって世に知られ、大東亜戦争前の修身の教科書（「第四期 尋常小学校修身書 巻三」）に掲載された。